# Nu bleu II
Nu bleu II fait partie d'une série des Nus bleus d'Henri Matisse réalisée en 1952 et conservée à Paris au musée national d'Art moderne

## Composition
Henri Matisse...